# 第47回全国高等学校ラグビーフットボール大会
第47回全国高等学校ラグビーフットボール大会（だい47かいぜんこくこうとうがっこうラグビーフットボールたいかい）は、1968年（昭和43年）1月1日から9日まで近鉄花園ラグビー場で行われた全国高等学校ラグビーフットボール大会である。優勝校は、福岡県の福岡電波高校（初優勝)。

## 日程
- 1月1日 1回戦
- 1月3日 2回戦
- 1月5日 準々決勝
- 1月7日 準決勝
- 1月9日 決勝

## 出場校
- 北北海道 富良野工 （初出場）
- 南北海道 北海 （5年ぶり8回目）
- 東奥羽 黒沢尻工（岩手県） （2年連続3回目）
- 西奥羽 秋田（秋田県） （2年連続2回目）
- 南東北 白石工（宮城県） （初出場）
- 東関東 磯原（茨城県） （初出場）
- 北関東 熊谷商（埼玉県） （初出場）
- 南関東 佐倉（千葉県） （初出場）
- 東京都 大東大一 （2年ぶり2回目）
- 東京都 目黒 （初出場）
- 神奈川 慶應 （16年連続26回目）
- 北陸 金沢松陵工（石川県） （初出場）
- 東中部 下伊那農（長野県） （3年ぶり2回目）
- 東中部 新潟工（新潟県） （2年連続2回目）
- 愛知 西陵商 （2年ぶり10回目）
- 三岐 岐阜工（岐阜県） （2年ぶり6回目）

- 京滋 同志社（京都府） （5年ぶり22回目）
- 大阪府 啓光学園 （初出場）
- 大阪府 天王寺 （5年ぶり18回目）
- 兵庫 尼崎東 （初出場）
- 奈良 天理定時 （4年ぶり2回目）
- 東中国 広工大付（広島県） （初出場）
- 西中国 山口農（山口県） （7年連続7回目）
- 北四国 新田（愛媛県） （3年連続11回目）
- 南四国 貞光工（徳島県） （2年ぶり5回目）
- 福岡県 福岡電波 （4年連続5回目）
- 福岡県 福岡 （3年連続27回目）
- 熊本 熊本工 （3年ぶり16回目）
- 大分 大分舞鶴 （4年連続10回目）
- 南九州 諫早農（長崎県） （2年連続2回目）
- 南九州 大口（鹿児島県） （6年ぶり3回目）
- 前年度優勝校:天理（奈良県） （13年連続25回目）

## 試合時間
全試合25分ハーフ。同点の場合は抽選にて次回進出校を決める。

## 試合

### 1回戦
- 大東大一 29 - 6 諫早農
- 大口 11 - 5 下伊那農
- 啓光学園 16 - 9 岐阜工
- 新田 11 - 3 松陵工
- 福岡電波 23 - 0 熊谷商
- 広工大付 11 - 3 北海
- 大分舞鶴 18 - 5 佐倉
- 秋田 14 - 3 熊本工

- 尼崎東 29 - 6 富良野工
- 白石工 12 - 6 貞光工
- 目黒 31 - 12 天王寺
- 山口農 11 - 9 西陵商
- 天理 19 - 10 磯原
- 黒沢尻工 20 - 6 同志社
- 福岡 26 - 6 慶應
- 新潟工 17 - 0 天理定時

### 2回戦
- 大東大一 18 - 11 大口
- 新田 16 - 11 啓光学園
- 福岡電波 23 - 3 広工大付
- 秋田 17 - 9 大分舞鶴

- 尼崎東 13 - 6 白石工
- 目黒 19 - 3 山口農
- 黒沢尻工 15 - 6 天理
- 新潟工 22 - 3 福岡

### 準々決勝
- 新田 19 - 11 大東大一
- 福岡電波 13 - 3 秋田

- 目黒 19 - 6 尼崎東
- 新潟工 13 - 3 黒沢尻工

### 準決勝
- 福岡電波 11 - 3 新田
- 目黒 6 - 5 新潟工

### 決勝
福岡電波が初優勝を果たした。
- 福岡電波 11 - 5 目黒